# V3 라이트
V3 라이트(V3 Lite)는 안랩에서 제공하는 무료 백신 프로그램이다. 개인 사용자는 제한 없이 무료로 사용할 수 있지만 기업 및 관공서, 교육기관, PC방 등 단체의 경우는 V3 제품군을 구매해서 사용해야 한다.

## 소개
다차원 분석 플랫폼의 진화, 더 강력한 악성코드 탐지
- 독자적인 악성코드 다차원 분석 및 대응 플랫폼 기반의 차별적인 진단율
- 행위 기반 분석 기술, 평판 기반 탐지 기술 개선을 통해 알려지지 않은 프로그램의 실행을 사전에 차단하는 사전 방역 강화
- 유수의 글로벌 평가 기관에서 인정한 세계 최고 수준의 진단율(Protection) 및 성능(Performance)

머신러닝과 클라우드 기술로 신·변종 악성코드 대응 속도 극대화
- 클라우드 기반의 위협 분석 시스템 ASD(AhnLab Smart Defense)를 통한 실시간 위협 정보 수집
- 머신러닝 기술로 수십억 개의 악성코드 정보를 신속하고 정확하게 분석
ASD 및 ASD 네트워크 자세히 보기

필요한 정보와 기능을 한 눈에! 최신 IT 환경에 최적화된 스마트 UI
- UX 분석 기술을 통해 사용자에게 꼭 필요한 정보를 한 눈에 볼 수 있는 화면 제공
- 확장형 탭과 함께 가장 많이 사용하는 기능을 첫 화면에 배치해 사용자 편의성 극대화

## 사용 환경
- CPU:Intel Core i3 이상
- 메모리 : 4GB 이상
- 하드 디스크: 2GB 이상의 여유 공간
- 운영 체제: 윈도우 7/8/8.1/10 32/64비트/10 ARM64[1]  (한글, 영어 이외의 OS, 서버 OS 군 제외)

## 주의사항

### 타사 백신과의 오동작 문제
다른 회사의 백신 소프트웨어(알약 등)나 안랩의 다른 백신 프로그램들과 같이 설치하면, 정상 동작하지 않을 수 있다. 이를테면 컴퓨터의 동작이 갑자기 정지/오작동하는 문제가 발생할 수도 있다. 그러므로 다른 백신 프로그램은 삭제한 후 V3 Lite를 설치하는 것이 권장된다.

### 애드웨어 무단 설치
V3 라이트의 가장 큰 주의사항은 애드웨어 무단 설치에 있다. 이는 이용약관에서도 소개되었던 사항이었으나 제대로 공고가 되지 않아 문제가 되었다. 2022년 7월부터 이슈화가 된 이 사건은 알약이 컴퓨터를 부팅하지 못하게 하는 오류를 일으킨 후 이용자들은 백신 대체제를 찾고 있는데 2022년 8월이 되어서도 V3 라이트를 사용하기 꺼려지게 하는 이유 중 하나가 되었다.

## 특징
Ahnlab TS, Smart Defense, DNA SCAN
클라우드 컴퓨팅 개념의 새로운 기술인 AhnLab Smart Defense 엔진과 악성코드 코드의 구조적인 규칙 DNA를 만들어냄으로써 악성코드들의 변종에 대한 즉각적인 대처가 가능한 기법 DNA SCAN과 TS 엔진을 이용,  높은 확률의 악성코드 차단이 이루어진다.
Fresh Framework
안랩의 보안 플랫폼인 V3 New Framework에 멀티스레드 검사 방식으로 리소스를 보다 더 효율적으로 사용하되 세계에서 가장 빠른 검사 속도를 느낄 수 있다. 또한 효율적인 인터페이스 채용을 통해 다양한 기능을 손쉽게 이용할 수 있으며, 부트 타임 및 CD / USB 자동치료를 제공하여 이동식 저장장치를 매개로 한 악성코드 전파를 방지한다. 또한, 압축파일검사 강화 및 은폐진단(TrueFind)기술 등이 있다.

보안 전문가의 긴급대응
안랩에는 보안만을 연구하고 개발하는 국제적인 전문인력 500여명이 배치되어, 24시간 365일 악성코드 분석과 엔진 대응을 하고 있다.

신뢰할 수 있는 엔진
V3 제품은 신뢰성과 공정성 있는 컴퓨터 테스트 환경에서 전 세계에 널리 퍼져있는 악성코드 샘플들을 100% 진단하여 국제인증을 획득했다. 현재 바이러스 문제가 대두되고 있는 중국에도 악성코드 분석센터인 ASEC을 구축하여 빠른 악성코드 분석을 통해 엔진에 추가하고 있다.

## 기능

### One Click
빠른 검사와 PC최적화를 동시에 처리하는 기능이다.

### 악성코드 치료 및 검사
V3 엔진과 SpyZero 엔진이 통합되어 악성코드에 대응한다. 또한 MultiThread 검사방식, 뉴프레임워크로 가볍고, 빠른 검사속도를 제공한다. AhnLab Smart Defense와 DNA SCAN으로 신종, 변형 악성코드에 대해 엔진 업데이트 없이도 사전방어가 가능하다.

### PC 최적화
시스템 영역 및 레지스트리 청소, Internet Explorer 임시 인터넷 파일 청소, Windows 임시파일 청소, 최근에 사용한 파일 목록 청소, 기타 실행목록 청소, 메모리 및 인터넷 최적화 등의 기능이 있다.

### PC 관리
설치된 응용 프로그램 관리, ActiveX 관리, 툴바, BHO 관리, 보안패치관리 등의 기능이 있다.

### 실시간 감시, 자동 엔진 업데이트
바이러스와 스파이웨어의 감염과 실행을 실시간으로 차단한다.

### AhnLab Smart Defense
AhnLab Smart Defense는 새로운 보안 위협과 신종 악성코드에 보다 신속하게 대응하기 위해 개발된 새로운 개념의 클라우드 기반의 악성코드 대응 기술이다. AhnLab Smart Defense는 PC에 저장된 악성코드 정보를 바탕으로 감염 여부를 판단하는 기존 방식과 달리 유형별로 분류된 대규모 악성코드 데이터베이스를 중앙 서버에서 관리하며 PC에 설치되어 있는 AhnLab Smart Defense 엔진이 파일 분석을 의뢰하면 분석 결과를 알려준다. 이로 인해 V3 엔진의 탐지율이 대폭 증가하였다.

### 프로세스 메모리 진단
시스템 내 신규로 생성된 프로세스의 메모리 영역을 실시간으로 검사

### 악성 스크립트 진단(AMSI)
AMSI(Antimalware Scan Interface)를 사용한 진단 기법을 통해 악성 스크립트가 실행된 프로세스를 차단

## 같이 보기
- 백신 프로그램
- 안랩
- V3